# Żydomla (stacja kolejowa)
Żydomla (biał. Жытомля, ros. Житомля) – stacja kolejowa w pobliżu miejscowości Żydomla, w rejonie grodzieńskim, w obwodzie grodzieńskim, na Białorusi.
Stacja istniała przed II wojną światową. Zaczynała tu się zlikwidowana obecnie linia do Jezior.